# أضخم درس عالمي

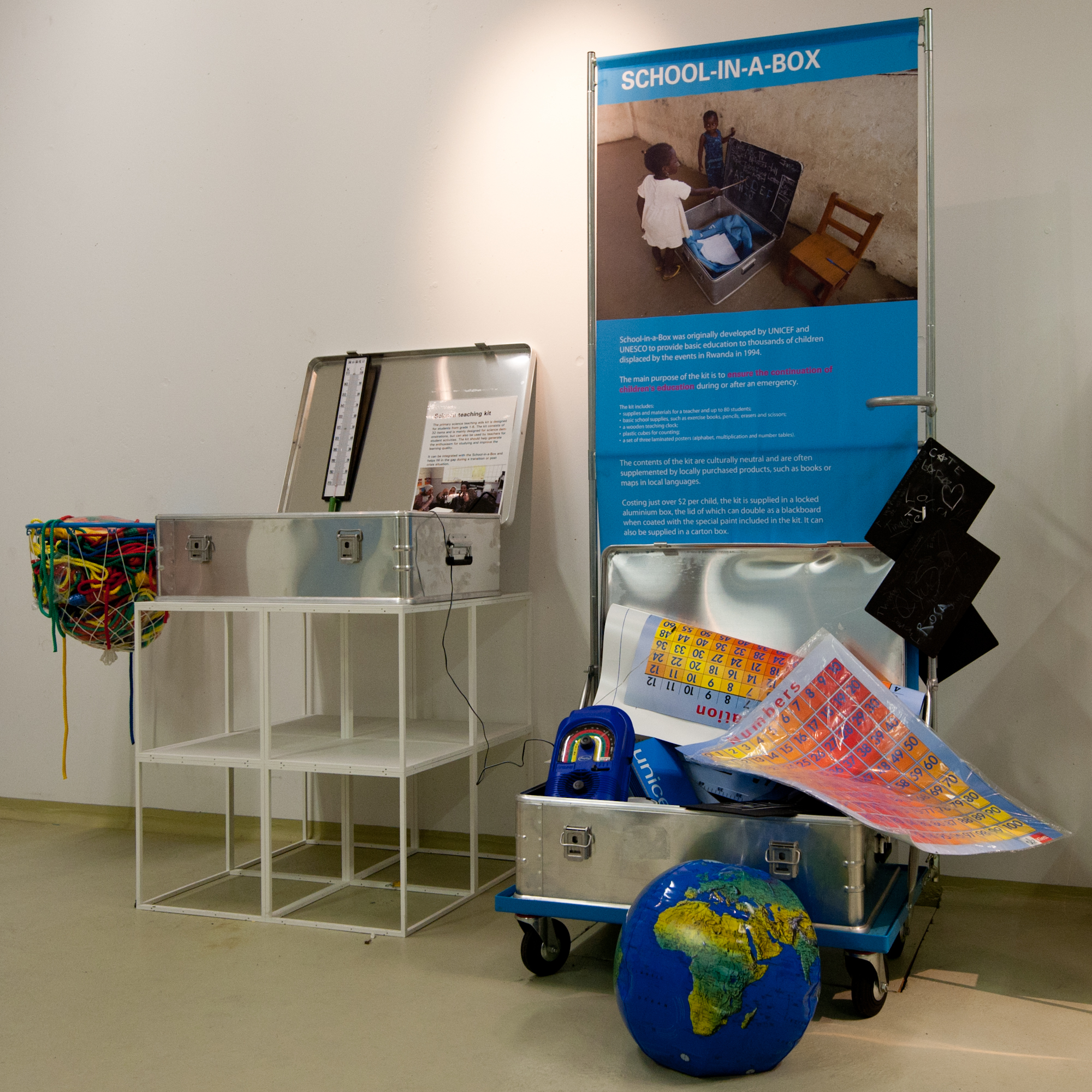

أضخم درس عالمي (English:The World’s Largest Lesson )،  هو درس على مستوى العالم لتعريف الأطفال والشباب بأهداف التنمية المستدامة في كل أرجاء المعمورة وتوحيدهم في العمل لتحقيق سبعة عشر هدفا عالميا بحلول عام 2030 ، وانطلقت مبادرة أضخم درس عالمي عام 2015 ووصل عدد الدول المشاركة فيها إلى أكثر من 130 دولة وأثرت هذه المبادرة في حياة أكثر من 8 ملايين طفل في كل عام.

## الدروس
- القضاء على الفقر المدقع .
- مكافحة عدم المساواة والظلم.
- معالجة تغير المناخ.

## النشاطات
مشاركة الطلاب ستكون من خلال القيام بنشاط يتواصلون فيه مع أحد الأقارب المسنين سواء أكان عبر الإنترنت أم الهاتف أو من خلال محادثة مباشرة حول تغير المناخ بين الماضي والحاضر المشاركة تهدف إلى تعزيز إدراك الطلاب والمجتمع لأهمية التغير المناخي في تغيير بنية وبيئة الأرض وكيف تغير العالم منذ صغرهم وحتى اليوم فضلا عن إعداد النتائج المناخية الخاصة بهم من خلال رسم الماضي ومقارنته بالحاضر وصولاً إلى مشاركة نتائجهم النهائية مع بعضهم أو تقديم مشاركاتهم للمجتمع.

## الأهداف السبعة عشر
لائحة الأهداف السبعة عشر:
1. القضاء على الفقر.
2. القضاء التام على الجوع.
3. الصحة الجيدة والرفاه.
4. التعليم الجيد.
5. المساواة بين الجنسين.
6. المياه النظيفة والنظافة الصحية.
7. طاقة نظيفة وبأسعار معقولة.
8. العمل اللائق ونمو الاقتصاد.
9. الصناعة والابتكار والبنية التحتية.
10. الحد من أوجه عدم المساواة.
11. مدن ومجتمعات محلية مستدامة.
12. الاستهلاك والإنتاج المسؤولان.
13. العمل المناخي.
14. الحياة تحت الماء.
15. الحياة في البرّ.
16. السلام والعدالة والمؤسسات القوية.
17. عقد الشراكة لتحقيق الأهداف.